# Pseudomyrmex depressus
Pseudomyrmex depressus é uma espécie de formiga do género Pseudomyrmex, subfamilia Pseudomyrmecinae. Foi descrita cientificamente por Forel em 1906.
Encontra-se em América do Sul, em bosques húmidos.